# نيكلاس اولوفسون
نيكلاس اولوفسون (بالسويدية: Niclas Olofsson)‏ هو لاعب كرة الأرض ‏ سويدي، ولد في 19 فبراير 1975 في لينشوبينغ في السويد.